# Legge del Tre
(Legge del tre)
Nella religione Wicca, la Legge del tre è un principio adottato da alcuni aderenti della religione stessa.
Questa legge compare per la prima volta in una delle pubblicazioni di Gerald Gardner e lui stesso affermò di averla letta nel libro delle ombre così come ne era entrato in possesso attraverso la congrega della New Forest. È una legge riservata alle streghe e agli stregoni e alle loro operazioni magiche, un monito che vuole significare che ciò che mandi nel bene e nel male ritornerà triplicato.
Secondo questa legge ogni cosa che facciamo ci torna indietro tre volte nel bene e tre volte nel male. Se si fa del bene si riceverà tre volte il bene, se fai del male si riceverà tre volte il male. Non bisogna però fare del bene nell'attesa della ricompensa. Può quindi esser visto come una motivazione pragmatica per seguire un comportamento etico.
In tutta la tradizione esoterica non si fa mai menzione di questa legge. Probabilmente, come afferma Doreen Valiente che conobbe Gardner di persona, questa fu un'invenzione dello stesso Gardner a cui molte streghe aderirono. La legge fu uno dei motivi di dissidio con la Valiente che le fecero abbandonare la congrega di Gardner. Non sembrano esserci ragioni tradizionali che testimonino l'esistenza di una legge del tre come formulata da Gardner, ed è anche d'obbligo chiedersi perché ciò che fai deve tornare tre volte e non tredici o sette o cinque volte.
Molti wiccan non aderiscono alla legge del tre, anche se questa legge viene definita come una delle leggi fondanti la Wicca. Certo se si nega la legge del tre, non si può non negare che nel momento in cui si attua un procedimento magico un'azione scatena una reazione e bisogna tenerne conto.
Ciò che tradizionalmente si tramanda è il colpo di ritorno. La maggior parte delle streghe sapevano che quando si effettua qualcosa contro la volontà di qualcuno, in particolare se si intende nuocere a qualcuno, può accadere che le energie che adoperiamo e i sentimenti che suscitiamo ci si rivoltino contro; questo accade soprattutto se la persona che vogliamo colpire è in grado di respingere il nostro attacco: le forze che abbiamo scatenato ripercorrono il percorso all'indietro e si scaricano su di noi. Inoltre nel tornare a noi esse raccolgono tutte le energie che trovano lungo il cammino, per questo il colpo di ritorno è sempre più potente dell'incantesimo originario, poiché la forza che non si scarica diventa un polo attrattivo per le forze della stessa natura. Per questo tutte le volte che si opera è sempre necessario prestare attenzione e proteggersi dagli eventuali effetti di quello che scateniamo. Questo non è un divieto, ma un avvertimento. La legge del tre è un monito moderno, ma il colpo di ritorno era ed è un evento temutissimo da maghi e streghe, che hanno escogitato di tutto per scongiurarne gli effetti.
Il colpo di ritorno riguarda soprattutto le energie negative, che possono essere scatenate da persone senza scrupolo, tuttavia anche operazioni apparentemente positive possono diventare negative, soprattutto quando cerchiamo di forzare una persona alla nostra volontà, come per esempio costringerla ad amarci se non vuole. Nessuno pone limiti a quello che si può fare, l'importante è considerare sempre con saggezza la natura delle forze con cui ci si misura.